# Keiko Nishi
Keiko Nishi (japanisch 西 炯子 Nishi Keiko, * 26. Dezember 1966) ist eine japanische Mangaka.

## Werdegang und Werk
Ihr Debüt hatte Nishi 1986 im Magazin June, das ausschließlich Kurzgeschichten im Genre Shōnen-ai umfasste. Dort folgten einige weitere ihrer Werke des Genres, ehe sie 1988 im Petit Flower und damit erstmals einem allgemeinen Magazin für Mädchen veröffentlichte. Ihre Kurzgeschichten erscheinen immer wieder auch in Anthologien mit Werken anderer Zeichner oder in Sammlungen nur mit Geschichten von Nishi. In Form solcher Anthologien wurde sie ab 1994 auch auf Englisch in den USA verlegt. Ihre Geschichten sind in der Regel Romanzen, oft in alltäglicher Umgebung, gelegentlich aber auch mit übernatürlichen Elementen oder der Fantasy zuzuordnen. Neben heterosexuellen Liebesgeschichten schreibt Nishi wie in den Anfängen ihrer Karriere weiterhin gelegentlich Liebesgeschichten zwischen Männern. Neben Shōjo-Magazinen für Mädchen arbeitet sie von Beginn an auch für Josei-Magazine, die sich an Frauen richten. Während sie vor allem kürzere Serien und Kurzgeschichten schafft, entstanden auch ein paar längere Serien. Ane no Kekkon erreichte 2010 bis 2014 acht Bände und wurde mit 140.000 verkauften Exemplaren des Abschlussbandes auch ein Verkaufserfolg. Ihre längste Serie ist die 2016 gestartete Hatsukoi no Sekai.
Nishis Stil wird von Jason Thompson als locker und skizzenhaft beschrieben, sie meide die typischen Niedlichkeit von Shōjo-Manga. In ihren Geschichten mische sie wehmütige Romantik mit zynischer Kantigkeit. Die AnimaniA charakterisiert ihre Arbeiten als „wunderbar melancholische Verbindung intelligenten, meist traurigen Stories und dem unglaublich romantischen, hinreißenden Stil des Shōjo-Mangas“. Sie setze sich damit deutlich von den Erwartungen an Comics oder an Mangas für Mädchen ab. Der skizzenhafte Stil sei gewöhnungsbedürftig, zeige nach einiger Gewöhnung seine starke Bildsprache im Ausdruck von Gefühlen und Charakterzügen.

## Bibliografie (Auswahl)
- Taiyō no Shita no 17-sai (太陽の下の17歳, 1986–2002, 1 Band)
- Tenshi ni Naranakya (天使にならなきゃ, 1988, 1 Band)
- Boku wa Tori ni Naritai (僕は鳥になりたい, 1990, 1 Band)
- Mizu ga Kooru ni Naru Toki (水が氷になるとき, 1990, 1 Band)
- E.re.ga (え・れ・が, 1990–1991, 1 Band)
- 9-gatsu (9月―September, 1991, 1 Band)
- Kawaisōna Ohimesama (かわいそうなお姫様, 1992, 1 Band)
- Mō Hitotsu no Umi (もうひとつの海, 1992, 1 Band)
- Love Song (1993, 1 Band, Anthologie)
- Sanbanchō Hagiwaraya no Bijin (三番町萩原屋の美人, 1993, 15 Bände)
- Rosemary Hotel Akishitsuari (ローズメリーホテル空室有り, 1994–1997, 4 Bände)
- Watashi no Koto Dō Omotteru? (わたしのことどう思ってる?, 1997, 1 Band)
- Sayonara Juliet (さよならジュリエット, 1997–1998, 1 Band)
- Tenshi ni Naranakya (天使にならなきゃ, 1998, 1 Band)
- Mayonaka no Midnight (真夜中のMidnight, 1999, 1 Band)
- Momoiro no Senaka (桃色の背中, 2001, 1 Band)
- Barahime (薔薇姫, 2002, 1 Band)
- Hitori de Ikiru mon! (ひとりで生きるモン!, 2002, 1 Band)
- Nishi Keiko no Konnan Demashita kedo, Miru? (西炯子のこんなん出ましたけど、見る?, 2002–2010, 1 Band)
- Stay Aa Kotoshi no Natsu mo Nani mo Nakattawa (STAYああ今年の夏も何もなかったわ, 2003, 1 Band)
- Stay Plus Otete Tsunaide (STAYプラス お手々つないで, 2003, 1 Band)
- Stay Reverse Futagoza no Onna (STAYリバース双子座の女, 2004, 1 Band)
- Stay Lovely Shōnen (STAYラブリー少年, 2005, 2 Bände)
- Stay Next Natsuyasumi Kappa to (STAYネクスト夏休みカッパと, 2006, 1 Band)
- Stay Pretty First Love (STAYプリティ ファーストラブ, 2006, 1 Band)
- Hōkago no Kuni (放課後の国, 2006, 1 Band)
- Denpa no Hito yo (電波の男よ, 2007, 1 Band)
- Joō-sama Nanaka (女王様ナナカ, 2007, 1 Band)
- Hira Hira Hyūn (ひらひらひゅ～ん, 2007–2010, 4 Bände)
- Chiharu-san no Musume (ちはるさんの娘, 2008, 4 Bände)
- Kame no Naku Koe (亀の鳴く声, 2008, 1 Band)
- Anisan to Boku (兄さんと僕, 2008–2011, 1 Band)
- Otoko no Isshō (娚の一生, 2008–2012, 4 Bände)
- Fuwafuwa Police - Hirugaya-Eki-Mae Kōban Shimatsuki (ふわふわポリス ～比留ヶ谷駅前交番始末記～, 2010, 1 Band)
- Koi-Aji (こいあじ, 2010, 1 Band)
- Usu-Aji (うすあじ, 2010, 1 Band)
- Ane no Kekkon (姉の結婚, 2010–2014, 8 Bände)
- Nishi Keiko no Konnan Demashita kedo, Miru? (西炯子のこんなん出ましたけど、見る?, 2011, 1 Band)
- Nakajima Nakajima (中島×中島, 2011–2014, 3 Bände)
- Koi to Gunkan (恋と軍艦, 2011–2015, 8 Bände)
- Otō-san, Chibi ga Inakunarimashita (お父さん、チビがいなくなりました, 2013–2015, 1 Band)
- Katsu Curry no Hi (カツカレーの日, 2014–2015, 2 Bände)
- Tatan (たーたん, 2015, 7 Bände)
- Shiro ga Ite (シロがいて, 2015–2018, 1 Band)
- Hatsukoi no Sekai (初恋の世界, seit 2016, 15 Bände)
- Kiss Suru Machikado (キスする街角, 2017, 1 Band)
- Koi to Kokkai (恋と国会, 2018)
- (Naki) -Kakko Naki- (（泣）―かっこなき―, 2020)
- Acchanchi (あっちゃんち, 2024)
- Nami no Ma-ni Mani (波の間にまに, 2024)
- Sayonara Gohan (さよならごはん, 2024)

Für den Anime Fujimi Nichome Kokyo Gakudan (富士見二丁目交響楽団) von 1997 entwarf Kosumi das Charakterdesign.